# Falkla bacillata
Falkla bacillata är en plattmaskart som beskrevs av Tor Karling 1952. Falkla bacillata ingår i släktet Falkla och familjen Koinocystididae. Inga underarter finns listade i Catalogue of Life.